# Феофанус, Йоргос
Йоргос (Георгиос) Феофанус (греч. Γιώργος Θεοφάνους, 9 января 1968, Ларнака) — киприотский и греческий композитор, один из ведущих композиторов в греческой музыкальной индустрии 1990-х и 2000-х годов. Он написал песни, которые исполняют Нана Мускури, Йоргос Даларас, Яннис Париос, Маринелла, Харис Алексиу, Алкистис Протопсалти, Антонис Ремос, Эвридики, Сакис Рувас, Пасхалис Терзис, Пегги Зина, Христос Дантис, Наташа Феодориду. Его работы получили в общей сложности девять премий Arion Awards.

## Жизнеописание
С раннего возраста проявлял любовь к музыке, начал сочинять собственные песни с пяти лет. В девять лет Йоргос пел и играл на гитаре свои песни в муниципальном театре Никосии в присутствии тогдашнего президента Кипра Спироса Киприану. Потом он принимал участие во многих музыкальных конкурсах не только в родном городе, но и на Кипре в качестве гитариста и композитора, выигрывал главные награды. Учился играть на гитаре, фортепиано и изучал теорию музыки в Национальной Консерватории Кипра, продолжил обучение в музыкальном колледже Беркли в Бостоне, США. В 1990 году он поселился в Афинах, где начал свою карьеру в греческой музыкальной индустрии.
В 1999 году Феофанус собрал первый в Греции бой-бэнд One, который стал очень популярным в Греции и на Кипре. Группа представляла Кипр на конкурсе Евровидение 2002 года. Он написал музыку для нескольких пьес. 11 сентября 2008 года в Никосии состоялась премьера мюзикла «Τραγουδώ το νησί μου» («Пой, мой остров»). Мюзикл создан на основе 40 стихов из поэзии Кипра разных исторических эпох с древнего времени до современности, которые были положены на музыку. Это представление также ставили на сцене Одеона Герода Аттического в Афинах 7 и 8 октября 2008 года.
В сезонах 2008—2009, 2009—2010, 2010—2011 лет был членом жюри талант-шоу The X Factor производства телеканала ANT1. Среди его подопечных во втором сезоне были Иви Адаму, которая представляла Кипр на песенном конкурсе Евровидение 2012 и Элефтерия Элефтериу, представительница Греции на песенном конкурсе Евровидение 2012. Феофанус хорошо известен среди поклонников конкурса Евровидение, он написал три песни, которые представляли Кипр в конкурсах Евровидение: 1992 — Эвридики «Teriazoume» (11 место), 1994 — Эвридики «Eimai Anthropos Ki Ego» (11 место), 2002 — группа One «Gimme» (6 место).
В марте 2010 Йоргос Феофанус запустил свой новый проект, построил в Глифаде «Μουσικό Εργαστηράκι», музыкальную школу-студию для музыкального образования детей до 18 лет. В сентябре 2010 года стало работать первое в Греции и на Кипре детское интернет-радио, созданное Феофанусом. С сентября 2012 года занимается преподавательской деятельностью со студентами музыкального факультета в Европейском университете Кипра.

## Благотворительная деятельность
Йоргос Феофанус активно занимается благотворительной деятельностью. 5 апреля 2011 года организация «Hope for Children» объявила о назначении новым послом доброй воли Йоргоса Феофануса. По инициативе Феофануса в начале лета 2012 года прошли совместные концерты композитора с известными певцами, часть средств от которых была предоставлена фонду «Hope for Children»: 30 апреля 2012 года состоялся совместный концерт Наташи Феодориду и Феофануса, а 13 и 14 июня 2012 года на Кипре в Никосии совместное выступление с Антонисом Ремосом, с Маринеллой — 4 и 5 июня, 19 мая — с певицей Эвридики.

## Дискография
С 1989 Йоргос Феофанус написал свыше 550 песен, продажи их записей превысили два миллиона. Имеет на своем счету много золотых и платиновых альбомов. В 2012 году Йоргос пишет новый альбом для молодого, но уже популярного певца Константиноса Аргироса. Официальная презентация альбома «Παιδί Γενναίο» состоялась 27 ноября 2012 года.

## Писатель
В ноябре 2008 года он опубликовал свой первый роман под названием «Αιώνιος δείπνος».

## Частная жизнь
В 1994 году он женился на греческой певице Эвридики, но они расстались в 2000 году. Имеют общего сына. Несмотря на развод, Йоргос и Эвридики по сей день плодотворно сотрудничают. Композитор второй раз женат, в семье трое общих детей.